# マノロ・アルファロ
マヌエル・"マノロ"・アルファロ・デ・ラ・トーレ（Manuel "Manolo" Alfaro de la Torre、1971年1月19日 - ）は、スペイン・アルカラ・デ・エナーレス出身の元サッカー選手、サッカー指導者。ポジションはFW。

## 経歴
1988-89シーズン、セグンダ・ディビシオンBに所属していたRSDアルカラでキャリアをスタートさせ、翌シーズンにアトレティコ・マドリードのBチームへ移籍した。移籍1シーズン目の1990年4月25日、CDログロニェス戦にてアトレティコ・マドリードでのトップチームデビューを果たした。また、Bチームでは1990-91シーズンから2シーズン連続でリーグ戦2桁得点を記録している。
プリメーラ・ディビシオンでは、1996-97シーズンのエルクレスCFで15得点、1998-99シーズンのビジャレアルCFで12得点を挙げたが、いずれのシーズンもクラブはセグンダ・ディビシオンへと降格した。
現役引退後の2011-12シーズン、セグンダBに所属していたCDトレドの監督に就任。第31節終了後、クラブから解任を言い渡された。トレドでの成績は7勝12分12敗。

## 個人成績
- キャリア通算 - 327試合102得点[2]
  - プリメーラ・ディビシオン - 102試合30得点
  - セグンダ・ディビシオン - 124試合28得点
  - セグンダ・ディビシオンB - 101試合44得点

## タイトル

### クラブ
アトレティコ・マドリード
- コパ・デル・レイ : 2回 (1990-91, 1991-92)

エルクレスCF
- セグンダ・ディビシオン : 1回 (1995-96)